# Episodi di Blake sotto assedio!
La prima stagione di Blake sotto assedio! è andata in onda il 1º marzo 2015 negli Stati Uniti su Nickelodeon e in Italia il 27 aprile 2016 sempre su Nickelodeon e poi replicata su Super! il 14 settembre dello stesso anno.
| nº  | Titolo originale  | Titolo italiano                   | Prima TV USA      | Prima TV Italia |
| --- | ----------------- | --------------------------------- | ----------------- | --------------- |
| 1a  | Get Shrunk!       | Blake rimpicciolito!              | 1 marzo 2015      | 27 aprile 2016  |
| 1b  | Get Inked!        | Blake polipo!                     | 2 marzo 2015      | 27 aprile 2016  |
| 2a  | Get Pizza!        | Blake e la pizzeria magica!       | 3 marzo 2015      | 28 aprile 2016  |
| 2b  | Get Prehistoric!  | Blake cavernicolo!                | 4 marzo 2015      | 28 aprile 2016  |
| 3a  | Get Old!          | Blake invecchiato!                | 5 marzo 2015      | 2016            |
| 3b  | Get Frozen!       | Blake congelato!                  | 6 marzo 2015      | 2016            |
| 4a  | Get Amnesia!      | Blake senza memoria!              | 9 marzo 2015      | 2016            |
| 4b  | Get Fishin'!      | Blake musicista!                  | 10 marzo 2015     | 2016            |
| 5a  | Get Dogged!       | Blake e il cane-robot!            | 11 marzo 2015     | 2016            |
| 5b  | Get Commercial!   | Blake e lo spot!                  | 12 marzo 2015     | 2016            |
| 6a  | Get Well!         | Blake cura Mitch!                 | 16 marzo 2015     | 2016            |
| 6b  | Get Boots!        | Blake con gli stivali!            | 19 marzo 2015     | 2016            |
| 7a  | Get Invisible!    | Blake l'invisibile!               | 23 marzo 2015     | 2016            |
| 7b  | Get Hairy!        | Blake peloso!                     | 24 marzo 2015     | 2016            |
| 8a  | Get Elected!      | Blake e le elezioni!              | 20 marzo 2015     | 2016            |
| 8b  | Get Toothy!       | Blake, Mister Dentino!            | 26 marzo 2015     | 2016            |
| 9a  | Get Squirrels!    | Blake e l'esercito di scoiattoli! | 25 marzo 2015     | 2016            |
| 9b  | Get Terrestrial!  | Blake e il cucciolo di alieno!    | 7 settembre 2015  | 2016            |
| 10a | Get Peaceful!     | Blake il pacifico!                | 9 settembre 2015  | 2016            |
| 10b | Get Hurtin'!      | Blake dolorante!                  | 8 settembre 2015  | 2016            |
| 11a | Get Sleep!        | Blake, il bell'addormentato!      | 18 marzo 2015     | 2016            |
| 11b | Get Surprised!    | Blake sorpreso!                   | 11 settembre 2015 | 2016            |
| 12a | Get Wet!          | Blake in piscina!                 | 14 settembre 2015 | 2016            |
| 12b | Get Sentient!     | Blake-Robot!                      | 15 settembre 2015 | 2016            |
| 13a | Get Snatched!     | Blake agguantato!                 | 16 settembre 2015 | 2016            |
| 13b | Get Grounded!     | Blake in punizione!               | 17 settembre 2015 | 2016            |
| 14a | Get Blakes!       | Blake clonato!                    | 17 settembre 2015 | 2016            |
| 14b | Get Trapped!      | Blake agguantato!                 | 18 settembre 2015 | 2016            |
| 15a | Get Dreamin'!     | Blake dentro i sogni!             | 21 settembre 2015 | 2016            |
| 15b | Get Reception!    | Blake e la missione in codice!    | 22 settembre 2015 | 2016            |
| 16a | Get Surrendered!  | Blake del futuro!                 | 23 settembre 2015 | 2016            |
| 16b | Get Late!         | Blake in ritardo!                 | 24 settembre 2015 | 2016            |
| 17a | Get Morphed!      | Blake e lo Scoiattorobot!         | 25 settembre 2015 | 2016            |
| 17b | Get Tough!        | Blake e Mitch da grandi!          | 28 settembre 2015 | 2016            |
| 18a | Get Stuck!        | Blake incollato!                  | 29 settembre 2015 | 2016            |
| 18b | Get Baking!       | Blake e la gara di cucina!        | 30 settembre 2015 | 2016            |
| 19a | Get Treasure!     | Blake e il tesoro!                | 1 ottobre 2015    | 2016            |
| 19b | Get Weather!      | Blake climatizzato!               | 2 ottobre 2015    | 2016            |
| 20a | Get Weasel!       | Blake e la donnola spaziale!      | 5 ottobre 2015    | 2016            |
| 20b | Get Mommy!        | Blake e la mamma di Leonard!      | 6 ottobre 2015    | 2016            |
| 21a | Get Cratered!     | Blake e l'asteroide!              | 7 ottobre 2015    | 2016            |
| 21b | Get Non-Existent! | Blake mai nato!                   | 8 ottobre 2015    | 2016            |
| 22a | Get Racing!       | Blake sulla slitta!               | 9 ottobre 2015    | 2016            |
| 22b | Get Piratical!    | Blake Pirata!                     | 12 ottobre 2015   | 2016            |
| 23a | Get Western!      | Blake nel West!                   | 13 ottobre 2015   | 2016            |
| 23b | Get Medieval!     | Blake medievale!                  | 14 ottobre 2015   | 2016            |
| 24a | Get Zombies!      | Blake contro gli zombie!          | 26 ottobre 2015   | 2016            |
| 24b | Get Spooked!      | Blake terrorizzato!               | 27 ottobre 2015   | 2016            |
| 25  | Get Skye!         | Blake e Skye!                     | 28 ottobre 2015   | 2016            |
| 26  | Got Blake!        | Blake in trappola!                | 30 ottobre 2015   | 2016            |